# Trimeresurus macrolepis
Espèce
Synonymes
- Peltopelor macrolepis (Beddome, 1862)
- Trigonocephalus macrolepis (Beddome, 1862)
- Lachesis macrolepis (Beddome, 1862)

Trimeresurus macrolepis est une espèce de serpents de la famille des Viperidae.

## Répartition
Cette espèce est endémique du sud de l'Inde. Elle se rencontre dans les États du Tamil Nadu et du Kerala.

## Description
C'est un serpent venimeux.

## Publication originale
- Beddome, 1862 : Notes upon the land and freshwater snakes of the Madras Presidency. The Madras Quarterly Journal of Medical Science, vol. 5, p. 1-31.